# La Mercè (les Corts)
La Mercè és un grup d'habitatges del districte de les Corts de Barcelona.

## Història
Va ser creada l'any 1946 amb el nom de Las Cinco Rosas, fent referència a un dels símbols de la Falange. Oficialment era el Grupo de Nuestra Señora de la Merced.
S'ha de tenir en compte que els terrenys on es troba l'esmentada barriada i que formen part de la partida del Coll de Finestrelles, foren comprats per la "Delegación Nacional de Sindicatos de FE y de las JONS" l'any 1945. Els terrenys passaren a l'Obra Sindical del Hogar, la qual, segons el projecte aprovat per l'Instituto Nacional de la Vivienda, edificà en aquest indret 123 habitatges protegits. L'any 1981, la gestió passà a l'administració del patrimoni social urbà.